# Мак (Огайо)
Мак (англ. Mack) — переписна місцевість (CDP) в США, в окрузі Гамільтон штату Огайо. Населення — 11 088 осіб (2020).

## Географія
Мак розташований за координатами 39°9′1″ пн. ш. 84°40′45″ зх. д. / 39.15028° пн. ш. 84.67917° зх. д. (39.150156, -84.679171).  За даними Бюро перепису населення США в 2010 році переписна місцевість мала площу 24,02 км², уся площа — суходіл.

## Демографія
Згідно з переписом 2010 року, у переписній місцевості мешкало 11 585 осіб у 4040 домогосподарствах у складі 3410 родин. Густота населення становила 482 особи/км².  Було 4146 помешкань (173/км²).
Расовий склад населення:
| - 98,2 % — білих - 0,4 % — чорних або афроамериканців - 0,4 % — азіатів - 0,1 % — корінних американців |

До двох чи більше рас належало 0,7 %. Частка іспаномовних становила 0,6 % від усіх жителів.
За віковим діапазоном населення розподілялося таким чином: 24,6 % — особи молодші 18 років, 61,6 % — особи у віці 18—64 років, 13,8 % — особи у віці 65 років та старші. Медіана віку мешканця становила 44,4 року. На 100 осіб жіночої статі у переписній місцевості припадало 100,1 чоловіків;  на 100 жінок у віці від 18 років та старших — 98,6 чоловіків також старших 18 років.
Середній дохід на одне домашнє господарство  становив 102 713 долари США (медіана — 81 778), а середній дохід на одну сім'ю — 113 440 доларів (медіана — 96 690). Медіана доходів становила 65 571 долар для чоловіків та 50 101 долар для жінок. За межею бідності перебувало 5,1 % осіб, у тому числі 6,8 % дітей у віці до 18 років та 5,2 % осіб у віці 65 років та старших.
Цивільне працевлаштоване населення становило 5795 осіб. Основні галузі зайнятості: освіта, охорона здоров'я та соціальна допомога — 24,7 %, науковці, спеціалісти, менеджери — 13,5 %, роздрібна торгівля — 11,6 %, виробництво — 11,2 %.